# باسكال بوسيير
باسكال بوسيير (بالفرنسية: Pascale Bussières)‏ هي كاتبة سيناريو وممثلة كندية، ولدت في 27 يونيو 1968 بمونتريال في كندا. بدأت مشوارها المهني سنة 1984.

## أعمال

### أفلام
- (2008) وبعد

## وصلات خارجية
- باسكال بوسيير على موقع IMDb (الإنجليزية)
- باسكال بوسيير على موقع ألو سيني (الفرنسية)
- باسكال بوسيير على موقع ميوزك برينز (الإنجليزية)
- باسكال بوسيير على موقع أول موفي (الإنجليزية)
- باسكال بوسيير على موقع قاعدة بيانات الأفلام السويدية (السويدية)
- باسكال بوسيير على موقع إن إن دي بي (الإنجليزية)
- باسكال بوسيير على موقع قاعدة بيانات الفيلم (الإنجليزية)
- باسكال بوسيير على موقع كينوبويسك (الروسية)